# István Müller
István Müller (3 de junho de 1883, data de morte desconhecida) foi um ciclista húngaro que competiu no ciclismo nos Jogos Olímpicos de Verão de 1912, representando a Hungria.